# Florence Gauthier
Pour les articles homonymes, voir Gauthier.
 (juillet 2025).
La mise en forme du texte ne suit pas les recommandations de Wikipédia : il faut le « wikifier ».
Les points d'amélioration suivants sont les cas les plus fréquents :
- Les titres sont pré-formatés par le logiciel. Ils ne sont ni en capitales, ni en gras.
- Le texte ne doit pas être écrit en capitales (les noms de famille non plus), ni en gras, ni en italique, ni en « petit »…
- Le gras n'est utilisé que pour surligner le titre de l'article dans l'introduction, une seule fois.
- L'italique est rarement utilisé : mots en langue étrangère, titres d'œuvres, noms de bateaux, etc.
- Les citations ne sont pas en italique mais en corps de texte normal. Elles sont entourées par des guillemets français : « et ».
- Les listes à puces sont à éviter, des paragraphes rédigés étant largement préférés. Les tableaux sont à réserver à la présentation de données structurées (résultats, etc.).
- Les appels de note de bas de page (petits chiffres en exposant, introduits par l'outil «  Source ») sont à placer entre la fin de phrase et le point final[comme ça].
- Les liens internes (vers d'autres articles de Wikipédia) sont à choisir avec parcimonie. Créez des liens vers des articles approfondissant le sujet. Les termes génériques sans rapport avec le sujet sont à éviter, ainsi que les répétitions de liens vers un même terme.
- Les liens externes sont à placer uniquement dans une section « Liens externes », à la fin de l'article. Ces liens sont à choisir avec parcimonie suivant les règles définies. Si un lien sert de source à l'article, son insertion dans le texte est à faire par les notes de bas de page.
- La présentation des références doit suivre les conventions bibliographiques. Il est recommandé d'utiliser les modèles {{Ouvrage}}, {{Chapitre}}, {{Article}}, {{Lien web}} et/ou {{Bibliographie}}. Le mode d'édition visuel peut mettre en forme automatiquement les références.
- Insérer une infobox (cadre d'informations à droite) n'est pas obligatoire pour parachever la mise en page.

Pour une aide détaillée, merci de consulter Aide:Wikification.
Si vous pensez que ces points ont été résolus, vous pouvez retirer ce bandeau et améliorer la mise en forme d'un autre article.
 (juillet 2025).
Florence Gauthier est une historienne française spécialisée dans l'étude du XVIIIe siècle, en particulier de la Révolution française et de la Révolution haïtienne. Ses recherches portent principalement sur les droits naturels, l'abolition de l'esclavage et les questions coloniales pendant la période révolutionnaire.

## Formation et carrière académique
Florence Gauthier a effectué toute sa carrière universitaire d'enseignant-chercheur à l'Université Paris-Diderot (Paris 7). Elle y est entrée comme assistante en histoire moderne dans l'UFR Géographie, Histoire, Sciences de la société (GHSS) après avoir soutenu sa première thèse d'histoire à la Sorbonne en 1975, intitulée « Les luttes entre les différentes voies de développement du capitalisme en France à la fin de l'Ancien régime et pendant la Révolution française : l'exemple de la Picardie », sous la direction d'Albert Soboul.
Cette thèse a été publiée en 1977 chez Maspero sous le titre La Voie paysanne dans la Révolution française. L'exemple picard.
Florence Gauthier fut nommée maître de conférences en 1986 et soutint avec succès son Habilitation à diriger des recherches en 2002.

## Contributions et travaux
Florence Gauthier a consacré une part majeure de ses travaux à l’histoire de l’abolition de l’esclavage, aux débats sur le préjugé de couleur et aux enjeux raciaux au tournant des Révolutions française et haïtienne. Elle a collaboré à l’édition des Œuvres complètes de Robespierre chez CNRS Éditions et intervient régulièrement dans des colloques et séminaires spécialisés.
Elle s’est également penchée sur l’évolution du droit naturel au XVIIIe siècle, analysant la façon dont la notion de droit inhérent à l’homme a été théorisée par les philosophes des Lumières et incorporée aux discours révolutionnaires.
Florence Gauthier a joué un rôle central dans la diffusion en France de l’article célèbre d’E.P. Thompson, The Moral Economy of the English Crowd in the Eighteenth Century, notamment en l’intégrant dans l'ouvrage collectif qu’elle a codirigé en janvier 1988, La guerre du blé au XVIIIe siècle : la critique populaire contre le libéralisme économique au XVIIIe siècle, où l'on trouve la première traduction de cet article en français.

### Activités post-retraite
Après avoir pris sa retraite en 2012, Florence Gauthier poursuit ses activités de recherche au sein du comité de rédaction du site revolution-francaise.net et co-anime le séminaire « L'Esprit des Lumières et de la Révolution »,. Elle est également membre du conseil scientifique de l'Institut La Boétie depuis sa création en 2020.

## Interventions publiques et conférences enregistrées
- Robespierre et l’an II : conférence de Florence Gauthier au lycée Pierre Bourdan, Guéret, 5 mars 2013. Présentation du Tome XI des Œuvres de Robespierre et réflexion sur la république démocratique et sociale. « 2 Vidéos - Association pour une constituante » (consulté le 17 juillet 2025)
- « Aux origines du racisme moderne (1789–1791) – Conférence de Florence Gauthier » — Analyse du combat de la Société des citoyens de couleur et du préjugé de couleur dans le contexte révolutionnaire[12].
- « Robespierre et la république sociale – Présentation de l’ouvrage d’Albert Mathiez par Florence Gauthier » — Discussion sur les droits sociaux et l’économie politique populaire dans la Révolution française[13].
- « La Révolution française et la question coloniale, 1789–1794–1804 – Conférence à l’Université Permanente de Nantes » — Parcours historique de l’abolition de l’esclavage et de l’indépendance haïtienne[14].
- « Une économie politique populaire pour une république démocratique et sociale au XVIIIe siècle » Lors de l'inauguration du Centre européen des études républicaines (CEDRE) en novembre 2016, Florence Gauthier a présenté le concept d'économie politique populaire défini par Robespierre en 1793, articulant droits naturels et souveraineté populaire.

## Publications principales

### Autrice
- Florence Gauthier, Triomphe et mort du droit naturel en révolution 1789-1795-1802, Paris, PUF, 1992

Triomphe et mort du droit naturel en révolution, 1789-1795-1802, réédition Syllepse, 2014
- L'aristocratie de l'épiderme. Le combat de la Société des Citoyens de Couleur 1789-1791, CNRS éditions, 2007 (réédition sous le titre Aux origines du racisme moderne – 1789-1791, 2016/2024)[1]

### Ouvrages collectifs dirigés
- La guerre du blé au XVIIIe siècle : La critique populaire contre le libéralisme économique au XVIIIe siècle (avec Guy-Robert Ikni), La Passion, 1988 (réédition Kimé, 2019)
- Périssent les colonies plutôt qu'un principe! Contributions à l'histoire de l'abolition de l'esclavage, 1789-1804, Société des Études Robespierristes, 2002
- Républicanismes et droit naturel : des humanistes aux révolutions des droits de l'homme et du citoyen (avec Marc Belissa et Yannick Bosc), Kimé, 2009
- Corpus, revue de philosophie, n°64, 2013, Le droit naturel. Numéro "mis en œuvre" par Florence Gauthier, 268 pages. Contributions de Florence Gauthier, Brian Tierney, Christophe Miqueu, Marc Belissa, Christopher Hamel et Yannick BOSC. « Ce numéro s’ouvre avec la contribution de Brian Tierney qui nous a aimablement donné son accord pour publier, ici, la traduction de la présentation de son livre, The Idea of Natural Right. Studies on Natural Rights, Natural Law and Church Law, 1150-1625, (1997). » Télécharger la revue au format PDF

### Collaboration éditoriale
Florence Gauthier collabore à l'édition des Œuvres complètes de Maximilien Robespierre chez CNRS Éditions, projet éditorial de référence sur l'œuvre du révolutionnaire.

### Recensions
- Florence Gauthier, « Brian Tierney, The Idea of Natural Rights. Studies on Natural Rights, Natural Law and Church Law, 1150-1625, Michigan/Cambridge UK, Eerdmans, 1997, 380 p. », Médiévales. Langues, Textes, Histoire, Presses universitaires de Vincennes, no 57,‎ 20 décembre 2009, p. 161‑165 (ISSN 0751-2708, DOI 10.4000/medievales.5818, lire en ligne)

## Affiliations actuelles
- Membre du conseil scientifique de l'Institut La Boétie[17]
- Membre du comité de rédaction du site revolution-francaise.net[11]
- Co-animatrice du séminaire « L'Esprit des Lumières et de la Révolution »[18]
- Collaboratrice du G.R.E.E.C.S. (Grup de Recerca en Ètica Economia i Ciències Socials) de l'Université de Barcelone[19]